# Moirans (Isèra)
Moirans és un municipi francès situat al departament de la Isèra i a la regió d'Alvèrnia-Roine-Alps. L'any 2007 tenia 7.804 habitants.

## Demografia

### Població
El 2007 la població de fet de Moirans era de 7.804 persones. Hi havia 3.053 famílies de les quals 839 eren unipersonals (341 homes vivint sols i 498 dones vivint soles), 888 parelles sense fills, 1.077 parelles amb fills i 249 famílies monoparentals amb fills.
La població ha evolucionat segons el següent gràfic:
Habitants censats

### Habitatges
El 2007 hi havia 3.295 habitatges, 3.103 eren l'habitatge principal de la família, 36 eren segones residències i 157 estaven desocupats. 1.783 eren cases i 1.450 eren apartaments. Dels 3.103 habitatges principals, 1.901 estaven ocupats pels seus propietaris, 1.120 estaven llogats i ocupats pels llogaters i 82 estaven cedits a títol gratuït; 124 tenien una cambra, 259 en tenien dues, 501 en tenien tres, 950 en tenien quatre i 1.269 en tenien cinc o més. 1.992 habitatges disposaven pel capbaix d'una plaça de pàrquing. A 1.440 habitatges hi havia un automòbil i a 1.306 n'hi havia dos o més.

### Piràmide de població
La piràmide de població per edats i sexe el 2009 era:
| Homes | Edats   | Dones |
| ----- | ------- | ----- |
| 0     | 95 o +  | 16    |
| 0     | 90 a 94 | 40    |
| 28    | 85 a 89 | 84    |
| 24    | 80 a 84 | 64    |
| 64    | 75 a 79 | 136   |
| 116   | 70 a 74 | 128   |
| 176   | 65 a 69 | 172   |
| 148   | 60 a 64 | 124   |
| 256   | 55 a 59 | 228   |
| 268   | 50 a 54 | 264   |
| 280   | 45 a 49 | 304   |
| 272   | 40 a 44 | 280   |
| 284   | 35 a 39 | 316   |
| 236   | 30 a 34 | 240   |
| 256   | 25 a 29 | 244   |
| 220   | 20 a 24 | 177   |
| 336   | 15 a 19 | 228   |
| 292   | 10 a 14 | 312   |
| 280   | 5 a 9   | 212   |
| 224   | 0 a 4   | 204   |

## Economia
El 2007 la població en edat de treballar era de 5.076 persones, 3.725 eren actives i 1.351 eren inactives. De les 3.725 persones actives 3.309 estaven ocupades (1.779 homes i 1.530 dones) i 416 estaven aturades (207 homes i 209 dones). De les 1.351 persones inactives 457 estaven jubilades, 449 estaven estudiant i 445 estaven classificades com a «altres inactius».

### Ingressos
El 2009 a Moirans hi havia 3.142 unitats fiscals que integraven 7.946 persones, la mediana anual d'ingressos fiscals per persona era de 18.717 €.

### Activitats econòmiques
Dels 530 establiments que hi havia el 2007, 9 eren d'empreses alimentàries, 16 d'empreses de fabricació de material elèctric, 1 d'una empresa de fabricació d'elements pel transport, 42 d'empreses de fabricació d'altres productes industrials, 73 d'empreses de construcció, 112 d'empreses de comerç i reparació d'automòbils, 38 d'empreses de transport, 27 d'empreses d'hostatgeria i restauració, 20 d'empreses d'informació i comunicació, 19 d'empreses financeres, 28 d'empreses immobiliàries, 75 d'empreses de serveis, 41 d'entitats de l'administració pública i 29 d'empreses classificades com a «altres activitats de serveis».
Dels 124 establiments de servei als particulars que hi havia el 2009, 1 era una oficina d'administració d'Hisenda pública, 1 gendarmeria, 1 oficina de correu, 4 oficines bancàries, 14 tallers de reparació d'automòbils i de material agrícola, 2 tallers d'inspecció tècnica de vehicles, 4 autoescoles, 14 paletes, 11 guixaires pintors, 7 fusteries, 10 lampisteries, 9 electricistes, 2 empreses de construcció, 15 perruqueries, 1 veterinari, 2 agències de treball temporal, 16 restaurants, 5 agències immobiliàries, 1 tintoreria i 4 salons de bellesa.
Dels 24 establiments comercials que hi havia el 2009, 1 era un supermercat, 2 botiges de menys de 120 m², 5 fleques, 2 carnisseries, 1 una peixateria, 2 llibreries, 1 una botiga de roba, 2 botigues de mobles, 2 botigues de material esportiu, 2 drogueries, 1 una joieria i 3 floristeries.
L'any 2000 a Moirans hi havia 71 explotacions agrícoles que ocupaven un total de 759 hectàrees.

## Equipaments sanitaris i escolars
El 2009 hi havia 1 psiquiàtric, 1 centre de salut, 3 farmàcies i 1 ambulància.
El 2009 hi havia 2 escoles maternals i 3 escoles elementals. A Moirans hi havia 1 col·legi d'educació secundària i 1 liceu d'ensenyament general. Als col·legis d'educació secundària hi havia 585 alumnes i als liceus d'ensenyament general 814.
Moirans disposava d'un centre de formació no universitària superior de formació tècnica.

## Poblacions més properes
El següent diagrama mostra les poblacions més properes.